# VLF Destino
VLF Destino – samochód osobowy klasy wyższej wyprodukowany pod amerykańską marką VLF w 2016 roku.

## Historia i opis modelu
Duży, wyższej klasy sedan Destino został zaprezentowany w styczniu 2013 roku na Detroit Auto Show jako pierwszy samochód założonego rok wcześniej przedsiębiorstwa VLF. 
Pojazd zbudowano jako bliźniaczą konstrukcję wobec Fiskera Karmy, zyskując modyfikacje wizualne obejmujące głównie pas przedni i tylny zderzak. Znalazł się pojedynczy, duży wlot powietrza. Największą różnicą było jednak zastąpienie oryginalnego hybrydowego, spalinowo-elektrycznego układu napędowego wyłącznie spalinowym silnikiem V8 konstrukcji General Motors pochodzący z modelu Chevrolet Corvette.

### Sprzedaż
Nieco ponad 3,5 roku po debiucie, w czerwcu 2016 roku, VLF z powodzeniem rozpoczęło dostawy krótkiej serii produkcyjnych egzemplarzy za cenę 229 tysięcy dolarów amerykańskich za sztukę. Jednym z nabywców jest muzyk Carlos Santana.

### Silnik
- V8 6.2l GM LS9